# Portree
Portree (gaeliska: Port Rìgh) är en ort i Storbritannien.   Den ligger i kommunen Highland och riksdelen Skottland, i den nordvästra delen av landet, 700 km nordväst om huvudstaden London. Portree ligger 15 meter över havet och antalet invånare är 1 886. Den ligger på ön Skye.
Terrängen runt Portree är lite kuperad. Havet är nära Portree åt nordost. Runt Portree är det mycket glesbefolkat, med 4 invånare per kvadratkilometer. Trakten runt Portree består i huvudsak av gräsmarker.